# سمك اربروث سموكي
أربروث سموكى هو نوع من سمك الحدوق المدخن - يوجد بصفة خاصة في بلدة أربروث في أنغوس، اسكتلندا.

## التاريخ
يقال أن أربروث سموكي قد نشأت في قرية الصيد الصغيرة أوشميز، على بعد ثلاثة أميال شمال شرق أربروث. وكما تقول الأسطورة المحلية أنه ذات ليلة أشتعلت النيران في متجر، ودمرت براميل من سمك الحدوق المحفوظة في الملح. في صباح اليوم التالي، وجد الناس بعض البراميل قد أشتعلت، طبخ سمك الحدوق داخلها. لقد كشف الفحص أن سمك الحدوق لذيذ جدا. على الأرجح أن القرويين كانوا من أصل إسكندافي، حيث أن عملية «صنع الدخان» مشابهة لطرق التدخين التي لا تزال تستخدم في مناطق الدول الإسكندنافية. قرب نهاية القرن التاسع عشر، حيث ماتت صناعة صيد الأبروثي، عرض مجلس المدينة على صيادي الأسماك من أرض أوشميثي في منطقة من المدينة المعروفة باسم «صالح يا تون». كما أنها توفر لهم أستخدام الميناء الحديث. ثم أنتقل الكثير من سكان أوشميز وبذلك أنتقلت وصفة أربروث سموكي معهم. اليوم، تنتج حوالي 15 شركة محلية مدخنات أربروث، ويتم بيعها في محلات السوبر ماركت الكبرى في المملكة المتحدة وعلى الإنترنت.
في عام 2004، سجلت المفوضية الأوروبية تسمية «سموم أربروث» على أنها مؤشر جغرافي محمي بموجب خطة الاتحاد الأوروبي لأغذية المحمية، مع الاعتراف بوضعها الفريد.
يتم إعداد سمك أربروث سموكي باستخدام طرق تقليدية تعود إلى أواخر 1800.
أولا تملح الأسماك أثناء الليل. ثم يتم ربطها في أزواج باستخدام خيوط القنب، وتترك ليلا حتى تجف. بمجرد أن يتم تمليحها وتقييدها وتجفيفها، يتم تعليقها على طول مثلث من الخشب للتدخين. هذا «العصا فرن» يناسب بين اثنين من الدخان مرتبطين، سمكة واحدة على كلا الجانبين. ثم يتم استخدام العصى لشمق الأسماك المجففة في برميل خاص يحتوي على النار الصلبة.
عندما يتم تعليق الأسماك على النار، يتم تغطية الجزء العلوي من البرميل بغطاء ومختوم حول الحواف بأكياس جوت مبللة (الماء يمنع أكياس الجوت من اصطياد النيران). كل هذا يعمل على خلق حريق حار، ورطب، ومدخن. حيث أن الحرارة الشديدة والدخان السميك أمر ضروري إذا كان يجب طهي السمك، وليس حرقه، والحصول على طعم قوي ودخان ورائحة يتوقعها الناس من أربروث سموكي. عادة في أقل من ساعة من التدخين، تكون الأسماك جاهزة للأكل.

## معرض صور

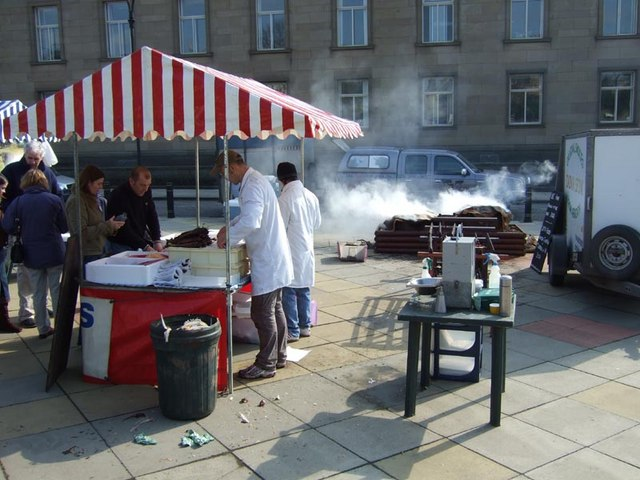
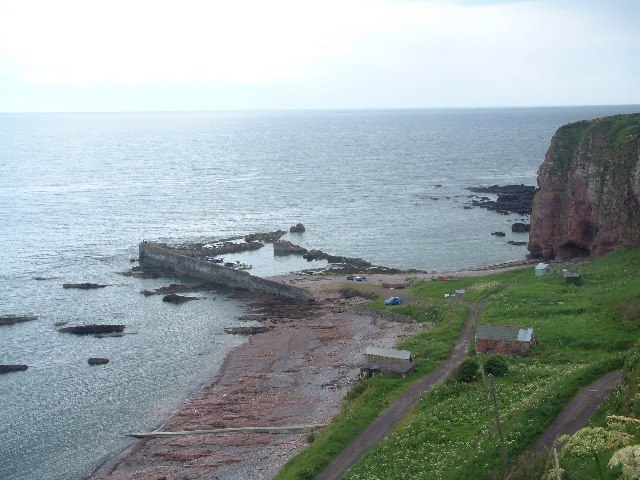
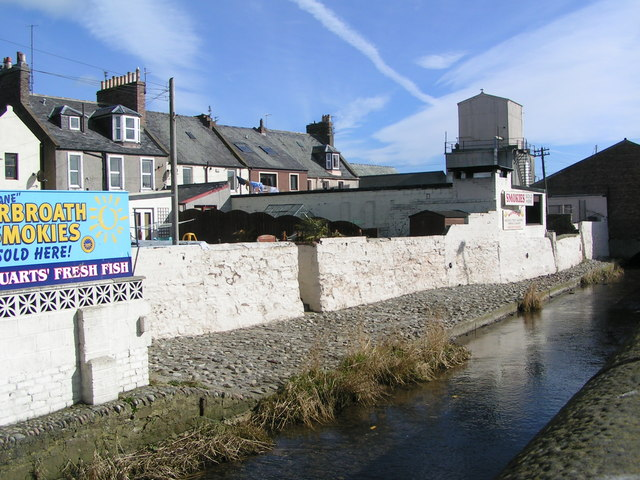